# 丰田模式

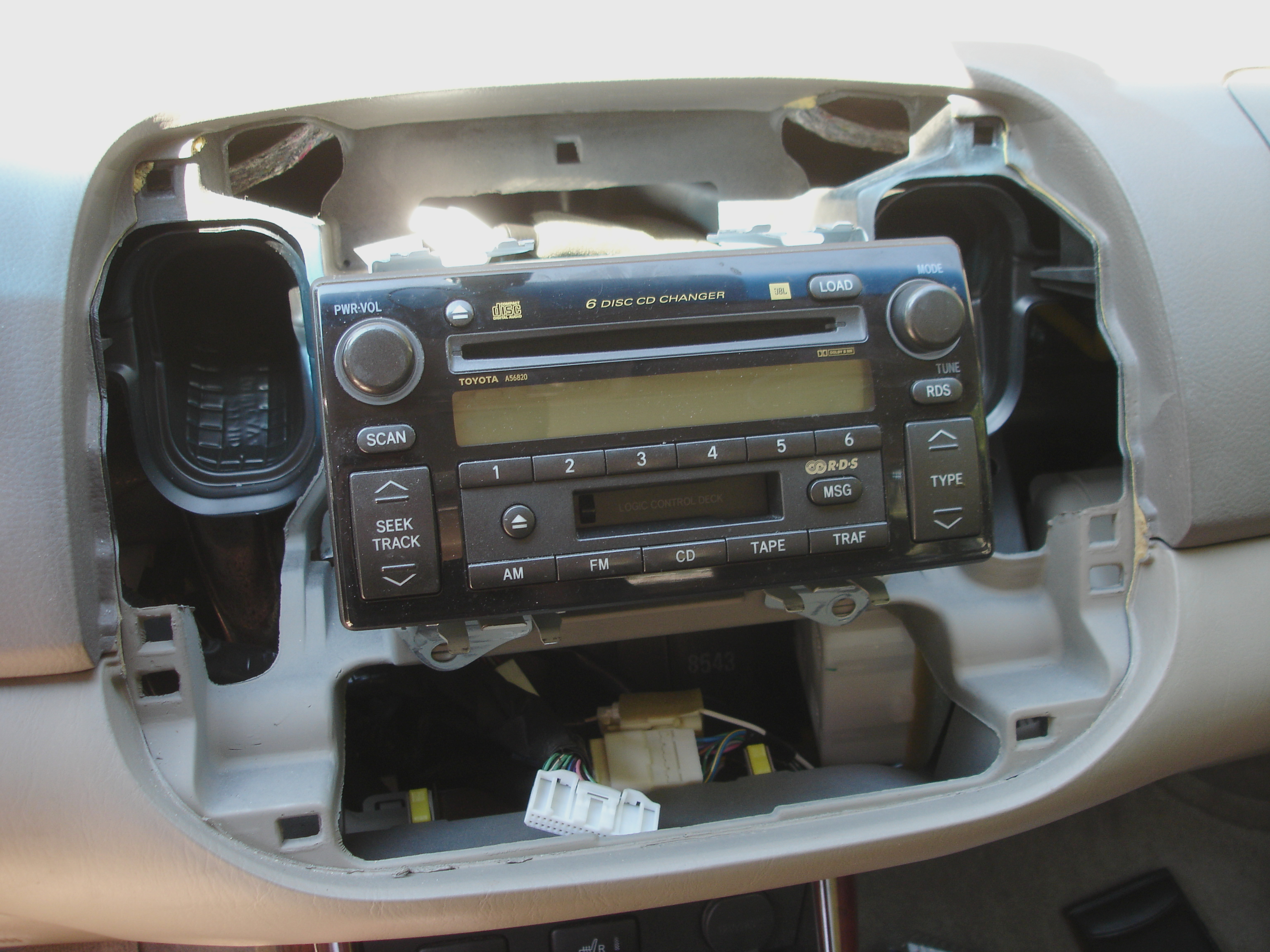
豐田生產中未剛好及時抵達的零件不會延遲後續零件組裝，寧可將零件先裝上或掛上後續再二次拆裝，也不庫存或停線待料。

丰田模式的14原则是丰田在生产系统中应用的一套管理理念。其主要思想是管理决策的制定以最终的目的为前提，眼光放长远，有一套处理问题的步骤，通过培养员工为企业增值，并且认同持不断解决根本问题会促进整体学习的观念。
在1980年代丰田就以其出色的汽车品质和对客户的负责的态度被社会认同。丰田和凌志不同的车型在用户满意度调查中常常排在其他牌子的上面。比如在2004年年度消费者报告调查中排名前十四款车型中有七款是丰田或者凌志。这种排名情况已经连续出现了好多年。密西根大学工业工程学教授 Jeffrey Liker认为，丰田的成功归功于他们设计和生产的模式。Liker和其他一些观察者相信丰田的成功源自他们生产系统背后的商业理念。

## 14原则
丰田模式被称为“一套帮助人们持续提高他们的工作的工具”。丰田模式的14原则可以分成四个部分：1）长远的理念，2）正确的步骤会产生正确的结果，3）通过提升你的员工增加企业的价值。4）不断解决根本问题会促进整体学习。下面是这些原则和一些简单的描述：

### 第一部分-长远的理念

#### 原则1
- 用长远的观点制定管理决策，即使不能达到短期的财务目标。

人们需要目的来寻求动力和设定目标。

### 第二部分-正确的步骤会产生正确的结果

#### 原则2
- 创建一个持续的步骤把问题暴露在表面。

通过连续的改进重新设计生产步骤以消除浪费-改进。浪费的七种类型：
1. 过度生产
2. 等待
3. 不必要的运输
4. 过度加工
5. 过多的库存
6. 不必要的移动
7. 缺陷

#### 原则3
- 使用“拉动”系统避免过度生产。

一个步骤会发出信号给上家说需要更多原料的方法。根据下一步操作发出需要的信号拉动系统只会生产恰好多的原料。要消灭过度生产这一步骤是必须的。

#### 原则4
- 均衡生产（平均化）。（工作要像乌龟那样，而不是兔子那样）。

这一点可以实现把浪费降到最低，不会给员工和设备带来过度的负载，也不会出现不均衡的生产水平。

#### 原则5
- 建立一个停下来解决问题的系统，在第一时间把质量做好。

质量优先。丰田生产体系中的任何一名员工都有权停下生产报告发现的质量问题。

#### 原则6
- 把任务和生产过程标准化是持续进步和赋权给员工的根本。

尽管丰田采取的是官僚体制，但是操作的方式允许系统相关人员的不断的提高。他赋权给员工来帮助促进公司的成长和进步。

#### 原则7
- 采用可视化的方法检查，以确保没有任何隐藏问题。

这一原则包含的是5S程序-这些步骤用于提高所有的工作场地效率和生产能力，帮助员工共享工作站，减少寻找工具的时间并且改善整个工作环境。
- 清理：把不用的东西清理出来
- 有序：任何东西都有自己的位置
- 整洁：保持场地的清洁
- 标准：制定规则和标准的操作流程
- 持久：维护整个系统并持续改进

#### 原则8
- 在生产过程中只给你的员工采用可靠的经过充分测试的技术。

科技是由制造拉动的而不是推动的。

### 第三部分-通过培养员工为企业增值

#### 原则9
- 培养了解工作，奉行公司理念，并且带动别人去这样做的领导者。

这些原则如果不是常抓不懈也会失去效用。这些原则必须深入人心，直到变成一个人的思维方式。要对员工进行教育和培训：他们必须形成一个学习的整体。

#### 原则10
- 培养符合你的公司理念的员工和团队。

团队应该有4到5个人和无数的管理要求组成。成功取决于整个团队而不是个人。

#### 原则11
- 尊重你的合作伙伴和供应商，挑战他们的能力，并帮助他们进步。

丰田对待供应商和对待自己的员工差不多，对他们提出更高的目标，并帮助他们实现。丰田提供跨职能团队帮助供应商发现问题解决问题，这样他们可以做的更好。

### 第四部分-不断解决根本问题会促进整体学习

#### 原则12
- 亲自到现场查看问题以充分了解整个情况。

丰田的管理者都要求到现场查看情况。不亲自体验现场管理者對怎么改进没有任何概念。并且管理者还必须奉行Tadashi Yamashima（丰田技术中心总裁）的十条管理原则：
1. 明确最终目标。
2. 自己的和别人的分工清晰明确。
3. 根据经过确认和证明的信息和数据讨论问题。
4. 充分利用别人的智慧和经验发送，收集和讨论信息。
5. 实时和别人分享信息。
6. 经常的汇报，通知和请教。
7. 量化分析了解你的能力上的不足。
8. 永不停息的改善。
9. 跳出来看问题，或者是超出常理和标准考虑问题
10. 时时注意保护自己的安全和健康

#### 原则13
- 做决策的过程要慢，要通过协商协商，充分考虑每个方面；决定的实施要迅速。

下面是做出决策的步骤：
1. 实地确认发生的问题
2. 确认潜在的原因
3. 考虑一系列解决问题的办法
4. 成立解决问题的委员会
5. 使用有效的交流工具

#### 原则14
- 通过不停的反省和持续的改进形成学一个学习的整体。

形成持续学习的整体的过程包括批评一个人做的每一个方面。通常确认根源并解决问题的技术包括：
1. 最初发现问题
2. 弄清问题
3. 确定问题发生范围或原因
4. 调查根本原因（5个为什么）
5. 对策
6. 评估
7. 标准化